# Fânațele Silivașului, Bistrița-Năsăud
Fânațele Silivașului este un sat în comuna Silivașu de Câmpie din județul Bistrița-Năsăud, Transilvania, România. La recensământul din 2002 avea o populație de 108 locuitori. Biserica ortodoxă din localitate este construită din lemn, datează din sec. XVI-XVII și are statut de monument istoric (cod:BN-II-m-B-01655).